# 蒂布蒂诺圣母无染原罪堂
蒂布蒂诺圣母无染原罪圣若望伯尔各满堂（chiesa di Santa Maria Immacolata e San Giovanni Berchmans）是一座罗马天主教教堂，位于意大利罗马蒂布蒂诺区的圣母无染原罪广场（piazza dell'Immacolata） 。该堂除供奉圣母无染原罪外，因为比利时教友为建堂捐款，还供奉比利时耶稣会士圣若望伯尔各满（John Berchmans）。

## 历史
该堂由教宗庇护十世下令，于1906年至1909年期間興建，Constantine Schneider设计。1909年3月19日由Desire Mercier枢机祝圣。
教宗庇护十世于1909年3月12日创建此堂区。1969年4月30日封为领衔堂区。现任領此堂區司鐸銜的枢机为雷蒙·达玛森诺·阿西斯（2010年至今）。

## 建筑
该堂为新罗马风建筑，带有新哥特元素。砖砌外墙，钟楼模仿了威尼斯圣马可钟楼，建于1929年。 

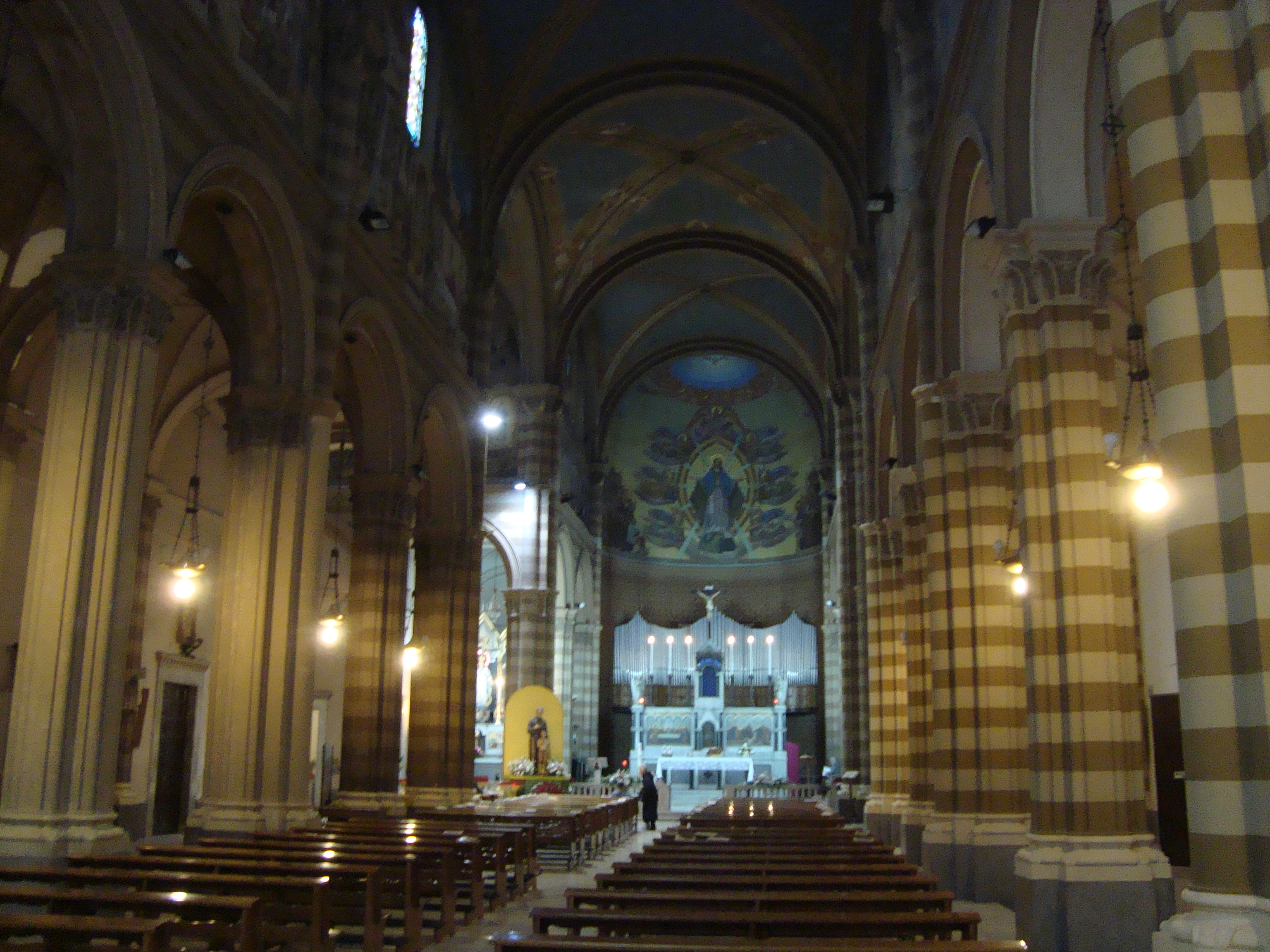
内部

内部为拉丁十字平面，有三个通廊、拱顶天花板和花窗玻璃。内部装饰可追溯到第二次世界大战(1946-1954) ，出自 Mario Prayer之手，描绘了1943年7月19日的轰炸。管风琴建于1925年。